# Марково (Юрьев-Польский район)
Марково — деревня в Юрьев-Польском районе Владимирской области России, входит в состав Симского сельского поселения.

## География
Деревня расположена в 3 км на запад от центра поселения села Сима и в 26 км на северо-запад от райцентра города Юрьев-Польский на автодороге 17А-1 Владимир – Юрьев-Польский – Переславль-Залесский.

## История
В XIX — начале XX века деревня входила в состав Симской волости Юрьевского уезда, с 1925 года — в составе Юрьев-Польского уезда Иваново-Вознесенской губернии. В 1859 году в деревне числилось 20 дворов, в 1905 году — 32 двора.
С 1929 года деревня входила в состав Симского сельсовета Юрьев-Польского района, с 2005 года — в составе Симского сельского поселения.

## Население
| 1859 | 1905 | 2002 | 2010 | 2021 |
| ---- | ---- | ---- | ---- | ---- |
| 160  | ↗245 | ↘33  | ↘20  | ↘18  |